# Fiberline facadesystem
Fiberline facadesystem er et danskudviklet system til at skabe facader på bygninger ved hjælp af plader fremstillet af komposit. Facader opbygget af kompositprofiler kombinerer effektiv energiudnyttelse, holdbarhed og sundt indeklima, og de tynde plader gør det muligt at skabe facader med meget varierede udseender.
Facadesystemet er udviklet hos firmaet Fiberline Composites i Middelfart i samarbejde med arkitektfirmaet Schmidt Hammer Lassen og Stuttgart Universitet, og mens det blot var under udvikling i form af prototyper blev det indlemmet i Kulturkanonen i 2006. En af de første anvendelser af systemet findes på Birkerød Idrætscenter, der blev taget i brug i 2008.